# The Last Great Challenge in a Dull World
The Last Great Challenge in a Dull World è un album discografico di Peter Jefferies pubblicato nel 1990.
L'album venne originariamente pubblicato in formato audiocassette nel 1990 in Nuova Zelanda dalla Xpressway, una piccola etichetta locale, e, nel 1991, negli USA dalla Ajax Records in formato CD e in vinile; l'edizione in CD conteneva due brani aggiuntivi provenienti da un singolo pubblicato da Jefferies con Robbie Muir nel 1990, Catapult e The Fate of the Human Carbine; di quest'ultima canzone ne venne poi fatta una cover da Cat Power, inserita nel suo album del 1996, What Would the Community Think.

## Tracce
Lato A
1. Chain or Reaction – 3:20
2. Domestica – 2:18
3. On an Unknown Beach – 4:34
4. Guided Tour of a Well Known Street – 4:34
5. The House of Weariness – 3:53
6. Cold View – 2:08
7. Likewise – 2:40

Lato B
1. The Last Great Challenge in a Dull World – 3:16
2. While I've Been Waiting – 2:52
3. Neither Do I – 2:15
4. The Other Side of Reason – 5:59
5. Listening In – 3:10